# Michael Joseph Spratt
Michael Joseph Spratt (* 16. April 1854; † 23. Februar 1938) war ein römisch-katholischer Geistlicher und Erzbischof von Kingston.

## Leben
Michael Joseph Spratt empfing am 29. Juli 1882 das Sakrament der Priesterweihe für das Bistum Kingston.
Am 17. Juli 1911 wurde er zum Erzbischof von Kingston ernannt. Die Bischofsweihe spendete ihm am 30. November desselben Jahres der Apostolische Delegat in Kanada und Neufundland, Erzbischof Pellegrino Francesco Stagni OSM; Mitkonsekratoren waren der Bischof von Peterborough, Richard Alphonsus O’Connor, und der Bischof von Sault Sainte Marie, David Joseph Scollard.
Erzbischof Michael Joseph Spratt blieb bis zu seinem Tod am 23. Februar 1938 im Amt.